# Frank Leder

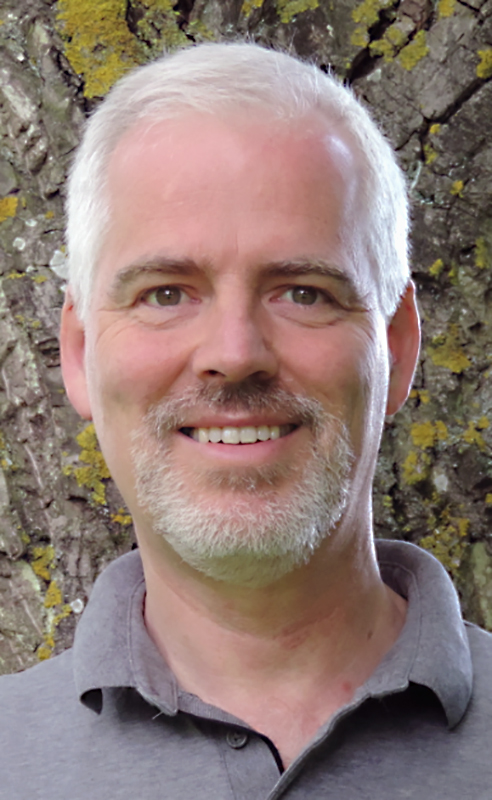
Frank B. Leder

Frank Boaz Leder (* 22. Februar 1962 in Hofheim am Taunus, Hessen) ist ein deutscher Massagetherapeut, Masseur, Autor und Lehrer für Achtsamkeitsmeditation.

## Leben
Frank B. Leder begann 1983 nach seinem Zivildienst (individuelle Betreuung Schwerstbehinderter) ein Studium körperorientierter Psychotherapie am Heartwood College for the Natural Healing Arts in Garberville/Kalifornien, USA, mit Schwerpunkt Tiefengewebs- und klassische Massage, Akupressur und Entspannungsverfahren. Er schloss sein Studium als Massage Therapist (1000 Stunden) nach den Regeln der American Massage Therapy Association (A.M.T.A.) ab. Im September 1984 eröffnet er im Taunus seine eigene Praxis.
Von 1981 bis 2015 erlernte Leder die Achtsamkeitsmeditation als Schüler von Ruth Denison. Seit 1993 ist er als Meditationslehrer in der Vipassana Tradition nach Ruth Denison tätig. Von 1985 bis 2019 erhielt Leder Schulung in transpersonaler Psychologie bei Michael Barnett.
1985 absolvierte er ein klinisches Praktikum in der physikalischen Abteilung des Bethanien-Krankenhauses in Frankfurt am Main.
1986 erhielt Leder die Berufsurkunde als staatlich anerkannter Masseur und wurde Mitglied im Verband Physikalische Therapie in Deutschland. Gemeinsam mit Sylvia von Kalckreuth leitet er seit 1988 in Frankfurt und ab 1992 in Hofheim am Taunus eine Praxis für Massage und Therapie. Leder und Kalckreuth entwickelten ein eigenes komplementärtherapeutisches Konzept, genannt „TouchLife“-Massage.
1989 gründete er zusammen mit Sylvia von Kalckreuth die „TouchLife“-Schule; sie entwickelten einen Lehr- und Prüfungsplan und die Definition des Berufsbildes/Verbands für TouchLife Praktiker. Als Massagelehrer ist Leder seit 1989 in der Aus- und Weiterbildung für Massagebehandler tätig.
1998 beschrieb Leder ein Behandlungskonzept für betriebsnahe therapeutische Behandlungen. Unter der Bezeichnung „TouchLife“-mobil, Massage am Arbeitsplatz, finden seitdem im Rahmen des betrieblichen Gesundheitsmanagements Behandlungen bei Unternehmen und Behörden in Deutschland, Schweiz und Österreich statt.
2010 initiierten Leder und von Kalckreuth die Aktion „Für Menschen, die helfen“. Dabei werden immer am 5. Dezember (internationaler Tag des Ehrenamts) von Behandlern des „TouchLife“-Massagenetzwerks Gratisbehandlungen an ehrenamtlich Tätige verschenkt.
Von 2011 bis 2016 war Leder als Projektleiter für das Institut für körperbezogene Therapien, München, unter dem Dach der Steinbeis-Hochschule in Berlin für den Studiengang des Bachelor of Science für Komplementärtherapie in der Vertiefungsrichtung TouchLife verantwortlich.
Seit 2015 jährliche Lehr- und Vortragsreisen (Schwerpunkt Achtsamkeitsmeditation) in den USA.
Seit 2016 unterrichtet Leder zudem ausgebildete Behandler in der Massage in der Sterbebegleitung.

## Veröffentlichungen
- TouchLife - Massage, die schön macht. Fit fürs Leben Verlag, 1999. ISBN 3-89881-507-2.
- Glücksgriffe - Balance für Körper und Geist mit der TouchLife Massage. NaturaViva Verlag, 2009. ISBN 978-3935407069.
- Goldene Massageregeln. NaturaViva Verlag, 2016. ISBN 978-3935407335.
- Achtsamkeitsmeditation und Wege zur Einsicht. Natura Viva Verlag, 2016. ISBN 978-3-935407-70-0.

## Belege
1. ↑  AMTA | American Massage Therapy Association. Abgerufen am 26. August 2020.
2. 1 2  Kali Sylvia Gräfin von Kalckreuth und Frank B. Leder – Spirit-Moments.de, abgerufen am 12. November 2019
3. ↑  Ehrenamtliche Helferinnen und Helfer bekommen eine TouchLife Massage geschenkt (Memento des Originals vom 5. Dezember 2018 im Internet Archive)  Info: Der Archivlink wurde automatisch eingesetzt und noch nicht geprüft. Bitte prüfe Original- und Archivlink gemäß Anleitung und entferne dann diesen Hinweis., abgerufen am 12. November 2019

| Personendaten    | Personendaten                      |
| ---------------- | ---------------------------------- |
| NAME             | Leder, Frank                       |
| ALTERNATIVNAMEN  | Leder, Frank Boaz; Leder, Frank B. |
| KURZBESCHREIBUNG | deutscher Massagetherapeut         |
| GEBURTSDATUM     | 22. Februar 1962                   |
| GEBURTSORT       | Hofheim am Taunus                  |